# Kill4Me
Kill4Me è un singolo dei Marilyn Manson, il secondo estratto dal loro decimo album in studio Heaven Upside Down.

## Il brano
Nella canzone viene fatto prevalentemente uso di sintetizzatore e chitarra elettrica con uno stile ipnotico.

## Il videoclip
Il videoclip è uscito sul canale YouTube della band il 13 novembre 2017. 
È diretto da Bill Yiukich e interpretato dallo stesso Manson e da Johnny Depp, che ha suonato con lui in molti dei suoi album da solista.

## Formazione
- Marilyn Manson - voce
- Tyler Bates - chitarra, tastiere
- Twiggy Ramirez - basso
- Gil Sharone - batteria

## Classifica
| Classifica (2017)                   | Massima posizione |
| ----------------------------------- | ----------------- |
| Finnish Airplay (Radiosoittolista)  | 100               |
| Mexican English Airplay (Billboard) | 34                |
| US Mainstream Rock (Billboard)      | 5                 |
| US Hot Rock Songs (Billboard)       | 34                |
| US Rock Airplay (Billboard)         | 22                |